# Saint-Silvain-Montaigut
 Saint-Silvain-Montaigut  là một xã thuộc tỉnh Creuse trong vùng Nouvelle-Aquitaine miền trung nước Pháp.